# Belisz
Belisz (bułg. Белиш) – wieś w północnej Bułgarii, w obwodzie Łowecz, w gminie Trojan.
W miejscowości odnaleziono trackie przedmioty codziennego użytku z VIII–VII w. p.n.e.

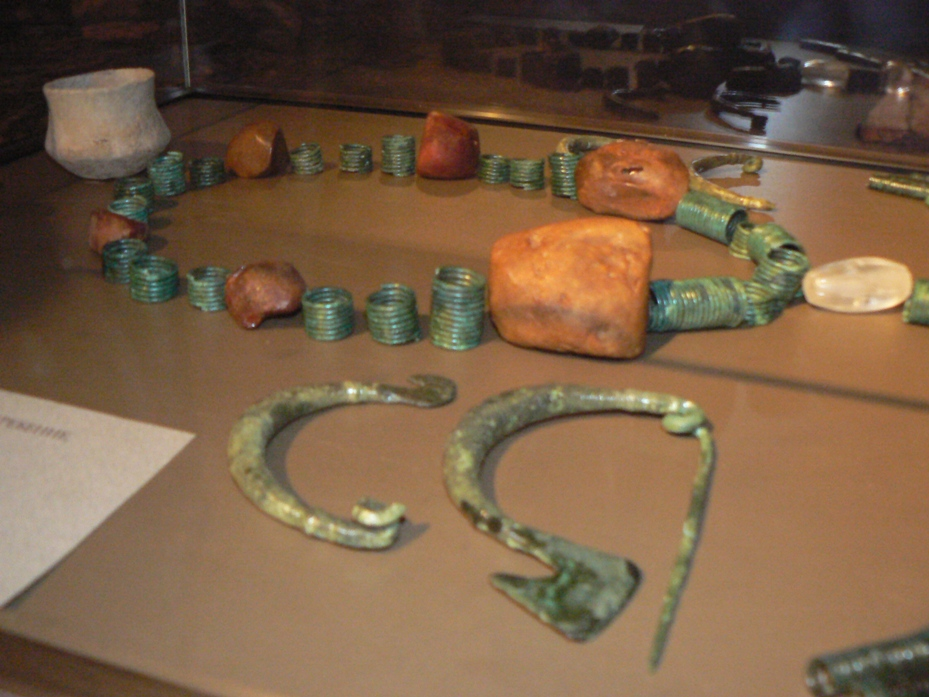
Przedmioty znalezione w tumulusie trackim w Beliszu

## Urodzeni w Beliszu
- Christo Radewski – poeta, publicysta, satyryk, tłumacz i autor tekstów dla dzieci.